# Fissidens capriviensis
Fissidens capriviensis är en bladmossart som beskrevs av Robert Earle Magill 1981 [1982. Fissidens capriviensis ingår i släktet fickmossor, och familjen Fissidentaceae. Inga underarter finns listade i Catalogue of Life.